# Aston (Ariège)
Aston – miejscowość i gmina we Francji, w regionie Oksytania, w departamencie Ariège.
Według danych na rok 2010 gminę zamieszkiwało 227 osób, a gęstość zaludnienia wynosiła 2 osób/km².